# Лаздонас
Ла́здонас (латыш. Lazdonas ezers, Muižas ezers) — озеро в Лаздонской волости Мадонского края Латвии. Относится к бассейну Айвиексте.
Площадь водной поверхности — 30,2 га. Наибольшая глубина — 22,9 м, средняя — 6,5 м.